# Porphyrinia secunda
Porphyrinia secunda är en fjärilsart som beskrevs av Otto Staudinger 1901. Porphyrinia secunda ingår i släktet Porphyrinia och familjen nattflyn. Inga underarter finns listade i Catalogue of Life.